# Hero (CAPSULEの曲)
「Hero」（ヒーロー）は、CAPSULEの曲。ワーナーミュージック・ジャパンより、2015年2月10日にデジタルシングルが発売され、また同年2月18日発売のアルバム『WAVE RUNNER』に収録された。シングルのタイトルは『Hero(extended mix)』（ヒーロー・エクステンデッド・ミックス）となっている。

## シングルの収録内容
Hero(extended mix)
作詞・作曲・編曲：中田ヤスタカ
※アルバム『WAVE RUNNER』の初回限定版ボーナスディスクに収録された際は、「(」の前にスペースがある表記をされた。